# Jurgis Palaima
Jurgis Palaima (* 18. Oktober 1914 in Aukštakaimis, Rajongemeinde Jonava; † 21. Oktober 2009) war ein litauischer Sportpsychologe, Rektor der Sportuniversität Litauens.

## Leben
1948 absolvierte er ein Studium am Lietuvos kūno kultūros institutas und von 1954 bis 1958 die Aspirantur am Lehrstuhl für Psychologie am Körperkultur in Leningrad. 1962 promovierte er zum Thema zum Basketball-Training (lit. „Krepšininkų iniciatyvumo, savarankiškumo ir ryžtingumo ugdymas sporto treniruotės procese“). Von 1950 bis 1979 war er Leiter des Lehrstuhls für Pädagogik und Psychologie, von 1954 bis 1961 Direktor der LKKI, von 1979 bis 1994 Professor.